# Šahovska olimpijada slijepih i slabovidnih šahista
Šahovska olimpijada slijepih i slabovidnih šahista, međunarodno šahovsko natjecanje za slijepe i slabovidne osobe u ekipe iz svih krajeva svijeta natječu se jedna protiv druge. Događaj se zbiva svake četiri godine i pod krovom je Međunarodnog saveza slijepih i slabovidnih šahista. Ova olimpijada je najveći športski događaj u međunarodnom šahu za slijepe i slabovidne osobe.

## Rezultati
| Mj. | God.  | Grad domaćin                  | Zlato       | Srebro            | Bronca      |
| --- | ----- | ----------------------------- | ----------- | ----------------- | ----------- |
| 1.  | 1961. | Meschede, SR Njemačka         | Jugoslavija | SR Njemačka A     | Austrija    |
| 2.  | 1964. | Bad Kühlungsborn, DR Njemačka | Jugoslavija | Mađarska          | DR Njemačka |
| 3.  | 1968. | Weymouth, Uj. Kraljevstvo     | SSSR        | Jugoslavija       | Rumunjska   |
| 4.  | 1972. | Pula, Hrvatska                | SSSR        | Jugoslavija       | Rumunjska   |
| 5.  | 1976. | Kuortane, Finska              | SSSR        | Jugoslavija       | DR Njemačka |
| 6.  | 1980. | Noordwijkerhout, Nizozemska   | SSSR        | Jugoslavija       | DR Njemačka |
| 7.  | 1985. | Benidorm, Španjolska          | SSSR        | Jugoslavija       | Poljska     |
| 8.  | 1988. | Jegersek, Mađarska            | SSSR        | Jugoslavija       | SR Njemačka |
| 9.  | 1992. | Ca'n Picafort, Španjolska     | Rusija      | krnja Jugoslavija | Ukrajina    |
| 10. | 1996. | Laguna, Brazil                | Rusija      | Ukrajina          | Bjelorusija |
| 11. | 2000. | Zakopane, Poljska             | Rusija      | Poljska A         | Ukrajina    |
| 12. | 2004. | Tarragona, Španjolska         | Poljska     | Rusija            | Ukrajina    |
| 13. | 2008. | Heraklion, Grčka              | Rusija      | Ukrajina          | Španjolska  |
| 14. | 2012. | Chennai, Indija               | Rusija      | Ukrajina          | Španjolska  |
| 15. | 2017. | Ohrid, Sjeverna Makedonija    | Rusija      | Ukrajina          | Poljska     |